# Podothecus
Podothecus es un género de peces de la familia Agonidae, del orden Scorpaeniformes. Este género marino fue descrito científicamente en 1861 por Theodore Gill.

## Especies
Especies reconocidas del género:
- Podothecus accipenserinus (Tilesius, 1813)
- Podothecus hamlini D. S. Jordan & C. H. Gilbert, 1898
- Podothecus sachi (D. S. Jordan & Snyder, 1901)
- Podothecus sturioides (Guichenot, 1869)
- Podothecus veternus D. S. Jordan & Starks, 1895